# Alexandra Svecla
Alexandra (Olesea) Svecla (în ucraineană Олександра Федорівна Свекла; n. 9 aprilie 1902, Valehoțulove, gubernia Herson, Imperiul Rus – d. 1966, Prîlukî, RSS Ucraineană, URSS) a fost o scriitoare sovietică ucraineană de origine moldoveană. 

## Biografie
S-a născut în satul Valea Hoțului (pe atunci majoritar moldovenesc) din ținutul Ananiev, gubernia Podolia, Imperiul Rus (azi în Ucraina), în familia unor săteni. 
A terminat șase clase din cele șapte ale unei școli de muncă. A participat la operațiunile militare din anii 1918-1921, servind în Armata Roșie.
În 1924 a devenit membră a organizației literare „Plug”. Eseul „Printre stepe”, publicat în ziarul din Harkov Селянська правда („Adevărul sătesc”), a fost primul care a văzut lumea. De asemenea, este autoare a povestirilor și romanelor „Deasupra Nistrului” (1926; relatări din viața moldovenilor), „Un dar și mulțumiri” (Подарунок і подяка; 1927), „Frânt de inimă” (Надломлені серцем; 1930), „Petrea Slimac” (Петря Слимак; 1930). Cele trei teme principale ale operei Alexandrei Svecla sunt viața țăranilor moldoveni, confruntările sângeroase dintre roșii și albii și problema femeilor.
În anii 1930 a fost reprimată și deportată în Siberia. Viața ulterioară nu este cunoscută. 